# 오! 마이 스타
《오! 마이 스타》는 2013년에 JTBC에서 방송된 예능 프로그램이다.